# Vochysia citrifolia
Vochysia citrifolia là một loài thực vật có hoa trong họ Vochysiaceae. Loài này được Poir. miêu tả khoa học đầu tiên năm 1817.